# Пашка, Павол
Павол Пашка (словац. Pavol Paška; 28 февраля 1953, Кошице, Чехословакия — 6 апреля 2018, Словакия) —  словацкий государственный и политический деятель, один из лидеров левоцентристской политической партии Курс — социальная демократия. Дважды избирался спикером Народной Рады Словацкой республики (с 4 июля 2006 года по 8 июля 2010 и с 4 апреля 2012 по 17 ноября 2014).

## Биография
Родился в Чехословакии. До 1985 изучал философию и эстетику в братиславском Университете Коменского. Работал в городской администрации Кошице. С 1992 занялся собственным бизнесом.
Один из основателей левоцентристской политической партии «Курс (третий путь)» (с 2005 — «Курс — социальная демократия»). На парламентских выборах 2002 года впервые получил мандат депутата парламента от своей партии.
Находясь в Народной Раде Словацкой республики, с 2004 выполнял обязанности председателя комиссии по заграничным делам.
В 2006 был переизбран в парламент, в июле того же года депутатами новой правящей коалиции (Курс — социальная демократия, Народная партия — Движение за демократическую Словакию, Словацкая национальная партия) был избран на пост Председателя Национального Совета Словацкой Республики.
Одновременно исполнял обязанности председателя конференции руководителей парламентов государств-членов Европарламента.
В июле 2010 был переизбран, на посту спикера Народной Рады Словацкой республики его сменил Рихард Сулик .
Сохранял за собой депутатский мандат и на следующих парламентских выборах в Словакии в 2010 и 2012 годах.
4 апреля 2012 года во второй раз был избран Председателем Национального Совета Словацкой Республики.
Неоднократно посещал с визитами Российскую Федерацию.
Умер 6 апреля 2018 года от инфаркта.